# مین هی جین
مین هی جین (کره‌ای: 민희진؛ زادهٔ ۱۶ دسامبر ۱۹۷۹) تهیه‌کننده موسیقی، کارگردان هنری و طراح گرافیک اهل کره جنوبی است. او مدیر عامل اجرایی سابق ادور، زیرمجموعهٔ هایب کورپوریشن و مدیر اجرایی تولید گروه دخترانهٔ نیوجینز است. او قبلاً در اس‌ام انترتینمنت مدیر نوآوری بود و مسئولیت برندینگ برای گروه‌هایی همچون گرلز جنریشن، شاینی، اف (اکس)، اکسو و رد ولوت را بر عهده داشته است.

## اوایل زندگی
مین هی جین زادهٔ ۱۶ دسامبر ۱۹۷۹ در سئول، کره جنوبی است. او از دانشگاه زنان سئول با مدرک طراحی بصری فارغ‌التحصیل شده است.

## حرفه

### ۲۰۰۲–۲۰۱۸: اس‌ام انترتینمنت
مین هی جین در سال ۲۰۰۲ به عنوان طراح گرافیک به اس‌ام انترتینمنت پیوست. او بعداً به سمت مدیر نوآوری ارتقا پیدا کرد و ویژوال برندینگ گروه‌هایی همچون گرلز جنریشن، شاینی، اف (اکس)، اکسو و رد ولوت را بر عهده داشت. نقش او شامل نظارت بر برنامه‌ریزی و تولید آلبوم‌ها، لباس‌ها و موزیک ویدئوها و همچنین ساختن هویت برند آرتیست‌ها از طریق ابزارهای غیر بصری بود. برای مثال، او نمایشگاهی را برای جشن گرفتن انتشار آلبوم اف (اکس) به نام ۴ دیوار (۲۰۱۵) ایجاد کرد و طرفداران را در یک بازی استنتاجی با نام «Pathcode» به عنوان بخشی از تبلیغات برای آلبوم اکسو به نام اکسوداس (۲۰۱۵) درگیر کرد. در دوران تصدی خود در اس‌ام، او به دلیل رویکرد خلاقانه و تجربی خود به سمت کارگردان هنری مورد توجه قرار گرفت، که با سبک تکراری که توسط آیدل‌های نسل اول کی پاپ استفاده می‌شد، متفاوت بود. مین با تغییر جهت بصری صنعت کی پاپ به سمت کانسپت محور شدن شناخته می‌شود و به ویژه برای کارش در آلبوم نوار صورتی از اف (اکس) در سال ۲۰۱۳ مورد توجه قرار گرفته است. او در سال ۲۰۱۷ به هیئت مدیرهٔ اس‌ام انترتینمنت پیوست، اما در پایان سال ۲۰۱۸ این شرکت را به دلیل فرسودگی شغلی ترک کرد.